# ليام سوليفان
ليام سوليفان (بالإنجليزية: Liam Sullivan) هو مغني وممثل أمريكي، ولد في 18 مايو 1923 في الولايات المتحدة، وتوفي في 18 أبريل 1998 بلوس أنجلوس في الولايات المتحدة.

## أعمال

### أفلام
- (1962) السيف السحري

## وصلات خارجية
- ليام سوليفان على موقع IMDb (الإنجليزية)
- ليام سوليفان على موقع أول موفي (الإنجليزية)
- ليام سوليفان على موقع قاعدة بيانات برودواي على الإنترنت (الإنجليزية)
- ليام سوليفان على موقع قاعدة بيانات الفيلم (الإنجليزية)